# Pietro Stefaneschi
Pietro Stefaneschi (Roma, 1360/1370 – Roma, 30 ottobre 1417) è stato un cardinale italiano.

## Biografia
È conosciuto anche come Pietro Annibaldi. Verso la fine della sua adolescenza fu nominato da papa Bonifacio IX accolito della cappella papale ed in seguito protonotario apostolico. Visse gli anni difficili dello scisma d'Occidente, che vide la cristianità di rito latino divisa dapprima in due e poi in tre papati.
Fu creato cardinale diacono da papa Innocenzo VII, con il titolo di Sant'Angelo in Pescheria, nel concistoro del 12 giugno 1405. Il 2 luglio 1409 optò per la diaconia dei Santi Cosma e Damiano, ma nel 1410 ritornò alla precedente diaconia di Sant'Angelo in Pescheria.
Fu tra i cardinali promotori del concilio di Pisa, con il quale il collegio cardinalizio cercò di porre fine allo scisma d'Occidente, ma che invece non fece che aggravare le divisioni all'interno della cristianità occidentale. Partecipò al conclave del 1406, che elesse papa Gregorio XII e ai conclavi che elessero gli antipapi dell'obbedienza pisana Alessandro V e Giovanni XXIII.
Venne nominato legato a latere a Napoli il 25 novembre 1413. Fu vicario di Roma, per gli affari spirituali e temporali, e legato a latere di Giovanni XXIII al tempo del concilio di Costanza. Il 20 marzo 1415 venne nominato amministratore apostolico della diocesi di Nebbio.
Morì a Roma il 30 ottobre 1417 e fu sepolto nella basilica di Santa Maria in Trastevere.